# Томас Соуел
Томас Соуъл (на английски: Thomas Sowell) е американски икономист, философ, политически коментатор, социален критик и автор. Автор е на текстове, поддържащи лесе-фер икономиката. Старши член на Института Хувър към Станфордския университет.